# 北海道壮瞥高等学校
北海道壮瞥高等学校（ほっかいどうそうべつこうとうがっこう、英語: Hokkaido Sobetsu High School 正式名称：壮瞥町立壮瞥高等学校）は、北海道有珠郡壮瞥町にある公立（町立）の農業高等学校である。

## 沿革
- 1948年12月 - 北海道伊達高等学校壮瞥分校として開校する。
- 1952年11月 - 北海道壮瞥高等学校として独立する。
- 2014年4月 - 地域農業科に改編
- 2016年3月 - 園芸科閉科
- 2021年4月 - サーバー移転に伴い新HPへ移行。

## 設置学科
- 全日制 地域農業科